# Djurgården Hockey 2007/2008
Djurgården Hockey gjorde sin 32:a säsong i Elitserien. Säsongen började med bortamatch mot regerande mästarna Modo Hockey den 25 september 2007, och seriespelet avslutades med att möta HV71 borta den 8 mars 2008. Djurgården slutade på en 7:e placering i grundserien och fick möta Linköpings HC i kvartsfinalen, som man förlorade med 4-1 i matcher.

## Ordinarie säsong

### Tabell
| Nr | Lag               | S  | V  | O  | F  | ÖV | ÖF | GM  | IM  | MS  | P   |
| -- | ----------------- | -- | -- | -- | -- | -- | -- | --- | --- | --- | --- |
| 1  | HV71              | 55 | 31 | 11 | 13 | 3  | 8  | 178 | 132 | +46 | 107 |
| 2  | Linköpings HC     | 55 | 21 | 20 | 14 | 9  | 11 | 166 | 153 | +13 | 92  |
| 3  | Modo (RM)         | 55 | 26 | 7  | 22 | 5  | 2  | 153 | 150 | +3  | 90  |
| 4  | Färjestads BK     | 55 | 25 | 11 | 19 | 3  | 8  | 169 | 147 | +22 | 89  |
| 5  | Timrå IK          | 55 | 23 | 9  | 23 | 5  | 4  | 134 | 136 | −2  | 83  |
| 6  | Frölunda HC       | 55 | 23 | 10 | 22 | 3  | 7  | 159 | 157 | +2  | 82  |
| 7  | Djurgårdens IF    | 55 | 21 | 14 | 20 | 2  | 12 | 145 | 139 | +6  | 79  |
| 8  | Skellefteå AIK    | 55 | 19 | 16 | 20 | 2  | 14 | 135 | 141 | −6  | 75  |
| 9  | Södertälje SK (U) | 55 | 18 | 13 | 24 | 2  | 11 | 123 | 129 | −6  | 69  |
| 10 | Luleå HF          | 55 | 17 | 13 | 25 | 2  | 11 | 139 | 164 | −25 | 66  |
| 11 | Mora IK           | 55 | 17 | 13 | 25 | 2  | 11 | 133 | 160 | −27 | 66  |
| 12 | Brynäs IF         | 55 | 16 | 9  | 30 | 4  | 5  | 152 | 178 | −26 | 61  |

Tabelldata är hämtade från Svenska Ishockeyförbundet.

## Spelarstatistik

### Grundserien

#### Poängligan
Not: SM = Spelade matcher, M = Mål, A = Assists, Pts = Poäng
| Spelare            | SM | M  | A  | Pts |
| ------------------ | -- | -- | -- | --- |
| Fredrik Bremberg   | 52 | 11 | 34 | 45  |
| Nicklas Danielsson | 53 | 14 | 18 | 32  |
| Niklas Anger       | 53 | 9  | 22 | 31  |
| Patric Hörnqvist   | 53 | 18 | 12 | 30  |
| Kristofer Ottosson | 51 | 11 | 19 | 30  |
| Dick Axelsson      | 47 | 12 | 13 | 25  |
| Pär Bäcker         | 49 | 9  | 13 | 22  |
| Christian Eklund   | 48 | 10 | 11 | 21  |
| Nichlas Falk       | 46 | 9  | 9  | 18  |
| Jiri Marusak       | 44 | 6  | 10 | 16  |

#### Målvakter
Not: SM = Spelade matcher, S% = Räddningsprocent, GAA = I snitt insläppta mål per match
| Spelare           | SM | S%   | GAA  |
| ----------------- | -- | ---- | ---- |
| Daniel Larsson    | 46 | 92,1 | 2,29 |
| Stefan Ridderwall | 11 | 90,7 | 2,70 |
| Mark Owuya        | 1  | 77,8 | 4,75 |

### Slutspelet

#### Poängligan
Not: SM = Spelade matcher, M = Mål, A = Assists, Pts = Poäng
| Spelare            | SM | M | A | Pts |
| ------------------ | -- | - | - | --- |
| Jimmie Ölvestad    | 5  | 3 | 0 | 3   |
| Niklas Anger       | 5  | 0 | 3 | 3   |
| Fredrik Bremberg   | 5  | 2 | 0 | 2   |
| Kristofer Ottosson | 5  | 1 | 1 | 2   |
| Thomas Johansson   | 5  | 0 | 2 | 2   |

#### Målvakter
Not: SM = Spelade matcher, S% = Räddningsprocent, GAA = I snitt insläppta mål per match
| Spelare        | SM | S%   | GAA  |
| -------------- | -- | ---- | ---- |
| Daniel Larsson | 5  | 92,0 | 2,64 |